# Galáxia Anã Irregular de Pegasus
A Galáxia Anã Irregular de Pegasus, PegDIG (do inglês Pegasus Dwarf Irregular Galaxy) ou Galáxia Anã de Pegasus é uma galáxia anã irregular localizada na constelação de Pegasus. De magnitude aparente 13,2, é uma galáxia de baixa luminosidade superficial. Foi descoberta na década de 1950 por Albert G. Wilson.
Com um diâmetro de aproximadamente 1 000 anos-luz, é uma galáxia com população estelar de baixa metalicidade. Embora tenha havido certa controvérsia em quanto à distância desta galáxia, com valores entre 2,5 e 6 milhões de anos-luz, a distância mais aceita em comum é 3 milhões de anos-luz, o que a situa dentro do Grupo Local.
A Galáxia Anã de Pegasus não deve ser confundida com Andrômeda VI, também chamada de Galáxia Anã Esferoidal de Pegasus (Peg dSph) ou Pegasus II.